# Gimnastyka na Letnich Igrzyskach Olimpijskich 2016 – ćwiczenia na poręczach mężczyzn
Ćwiczenia na poręczach mężczyzn na Letnich Igrzyskach Olimpijskich 2016 rozegrane zostały 16 sierpnia w hali Rio Olympic Arena.

## Terminarz
| Data                | Godzina rozpoczęcia | Godzina rozpoczęcia |       |
| Data                | UTC-03:00           | CEST                |       |
| ------------------- | ------------------- | ------------------- | ----- |
| 16 sierpnia 2016 r. | 14:00               | 19:00               | Finał |

## Wyniki

### Eliminacje
Tylko dwóch zawodników z Narodowego Komitetu Olimpijskiego może zakwalifikować się do finału.
| Pozycja | Zawodnik              | Państwo           | Trudność | Wykonanie | Kary | Razem  |
| ------- | --------------------- | ----------------- | -------- | --------- | ---- | ------ |
| 1.      | Ołeh Werniajew        | Ukraina           | 7,100    | 9,066     |      | 16,166 |
| 2.      | Dawid Bielawski       | Rosja             | 6,900    | 9,033     |      | 15,933 |
| 3.      | Deng Shudi            | Chiny             | 7,200    | 8,600     |      | 15,800 |
| 4.      | Manrique Larduet      | Kuba              | 7,100    | 8,666     |      | 15,766 |
| 5.      | You Hao               | Chiny             | 7,400    | 8,333     |      | 15,733 |
| 6.      | Lin Chaopan           | Chiny             | 7,000    | 8,700     |      | 15,700 |
| 7.      | Danell Leyva          | Stany Zjednoczone | 6,900    | 8,700     |      | 15,600 |
| 8.      | Ryōhei Katō           | Japonia           | 6,600    | 8,900     |      | 15,500 |
| 9.      | Andrei Vasile Muntean | Rumunia           | 6,600    | 8,866     |      | 15,466 |
| 10.     | Kōhei Uchimura        | Japonia           | 6,800    | 8,666     |      | 15,466 |
| 11.     | Marcel Nguyen         | Niemcy            | 6,900    | 8,566     |      | 15,466 |
| 12.     | Anton Fokin           | Uzbekistan        | 7,000    | 8,466     |      | 15,466 |

### Finał
| Pozycja | Zawodnik              | Państwo           | Trudność | Wykonanie | Kary | Razem  |
| ------- | --------------------- | ----------------- | -------- | --------- | ---- | ------ |
| złoto   | Ołeh Werniajew        | Ukraina           | 7,100    | 8,941     |      | 16,041 |
| srebro  | Danell Leyva          | Stany Zjednoczone | 6,900    | 9,000     |      | 15,900 |
| brąz    | Dawid Bielawski       | Rosja             | 6,900    | 8,883     |      | 15,783 |
| 4.      | Deng Shudi            | Chiny             | 7,200    | 8,566     |      | 15,766 |
| 5.      | Manrique Larduet      | Kuba              | 7,100    | 8,525     |      | 15,625 |
| 6.      | Andrei Vasile Muntean | Rumunia           | 6,600    | 9,000     |      | 15,600 |
| 7.      | Ryōhei Katō           | Japonia           | 6,800    | 8,433     |      | 15,233 |
| 8.      | You Hao               | Chiny             | 7,400    | 7,433     |      | 14,833 |